# Wangenheimer Frühzwetsche
Wangenheimer Frühzwetsche es una variedad cultivar de ciruelo (Prunus domestica), de las denominadas ciruelas europeas.
Una variedad de ciruela originada como plántula casual, y conocida desde 1837 en el distrito de Gotha, en el estado federado de Turingia (Alemania).
Pertenece al grupo de ciruelas alemanas antiguas de la herencia. De tamaño medio de forma ovalados a redondeados, peso promedio 21.90 g;epidermis tiene una piel rojo violáceo recubierta de ligera pruina, y pulpa de color amarillento, firmeza media, no muy jugosa, y sabor con proporción equilibrada de dulzura y acidez, de buena calidad. Tolera la zona de rusticidad delimitada por el departamento USDA, de nivel 5.

## Sinonimia
- "Wangenheime",
- "Die Wangenheim",
- "De Wangenheim",
- "Prune de Wangenheim",
- "Prune Wangenheim Hâtive",
- "Quetsche Précoce de Wangenheim",
- "Von Wangenheim Pflaume",
- "Wangenheims Frühzwetsche",
- "Wangenheims Früh Zwetsche",
- "Wangenheim Hâtive".[3]

## Historia
'Wangenheimer Frühzwetsche' variedad antigua de ciruela se originó como una plántula casual. Esto significa que la ciruela no fue creada sino que se encontró en la naturaleza. En este caso en 1837 y desde entonces, la variedad se ha propagado y es muy popular en los jardines naturales.
'Wangenheimer Frühzwetsche', según Manfred Dittrich se originó en 1837 en "Beinheim", pequeña localidad en el municipio Wangenheim situado en el distrito de Gotha, en el estado federado de Turingia (Alemania). Es una de las variedades de ciruelas tradicionales más comunes en la actualidad, ciruela del tipo ciruela pasa alemana ("quetsche"/"zwetsche") con pulpa firme pero maduración más temprana, muy utilizada en la elaboración de licor.
La ciruela 'Wangenheim' ha sido descrita por : 1. Cultivator 8:26 fig. 1860. 2. Mas Le Verger 6:157, fig. 79. 1866-73.  3. Am. Pom. Soc. Cat. XXIV. 1871. 4. Mathieu Nom. Pom. 453. 1889. 5. Guide Prat. 159, 367. 1895. 6. Waugh Plum Cult. 125. 1901.

## Características
'Wangenheimer Frühzwetsche' árbol de porte grande, vigoroso, erguido, productivo; tronco áspero; ramas ásperas y rechonchas; ramillas casi glabras; hojas dobladas hacia arriba, ligeramente rugosas; margen finamente aserrado, con glándulas pequeñas. Prefiere mejor en suelos ricos en nutrientes y humus, en tierras bajas , cadenas montañosas bajas. Los frutos pueden desarrollar su aroma óptimo en lugares cálidos y sin heladas. Una variedad de ciruela histórica, poco exigente y que ya era popular entre sus abuelos como fruta de verano. Es solo parcialmente autofértil, con una ligera alternancia, la variedad debe plantarse junto con polinizadores son adecuados 'Anna Späth', 'Pozegaca Zwetsche', 'Early Favourite' y 'Czar'. Flor blanca, que tiene un tiempo de floración que comienza a partir del 20 de abril con el 10% de floración, para el 24 de abril tiene una floración completa (80%), y para el 7 de mayo tiene un 90% de caída de pétalos.
'Wangenheimer Frühzwetsche' tiene una talla mediana de forma ovalados a redondeados, peso promedio 21.90 g;epidermis tiene una piel rojo violáceo recubierta de ligera pruina, fina, amarillenta; sutura dorsal con un surco estrecho y poco profundo recubierta de ligera pruina; pedúnculo de longitud mediano, fuerte, leñoso, con escudete muy marcado, muy pubescente, con la cavidad del pedúnculo estrecha, poco profunda, rebajada en la sutura y más levemente en el lado opuesto;pulpa de color amarillento, firmeza media, no muy jugosa, y sabor con proporción equilibrada de dulzura y acidez, de buena calidad.
Hueso muy libre, ovalada irregular, aplanada, con superficies ligeramente picadas, asimétrico, con el surco ventral claramente alada; Surco dorsal con un surco estrecho y poco profundo, superficie rugosa.
Su tiempo de maduración es media, alrededor de mediados a finales de agosto, con un alto rendimiento, y un fácil transporte.

## Usos
'Wangenheimer Frühzwetsche' es muy versátil, se puede utilizar tanto para consumo como para cocinar, hornear, secar y aguardiente.